# Andreas Peter Bernstorff
Andreas Peter greve von Bernstorff (født 28. august 1735 i Hannover, død 21. juni 1797 i København) var nevø til Johan Hartvig Ernst Bernstorff og far til Christian Günther Bernstorff. Han var greve og Danmarks udenrigsminister i to perioder; 1773-80 og 1784-97.

## Baggrund, uddannelse og udlandsrejser
Andreas Peter Bernstorff hørte til en hannoveransk adelsslægt. Han var søn af en landråd og meget velstående godsejer, Andreas Gottlieb friherre Bernstorff; moderen, født von Weitersheim, omtales som en begavet og karakterstærk dame. Det fik stor Betydning for hans udvikling i religiøs henseende, at han i overgangsårene, inden han blev voksen, havde generalsuperintendent Jacobi i Celle, en udmærket dygtig mand, til lærer.
Den, der kom til at bestemme hans løbebane, var imidlertid hans farbroder, Johan Hartvig Ernst Bernstorff, der fra året 1751 afgørende trådte i dansk statstjeneste som minister. Han havde blik for brodersønnens ypperlige evner, og efter hans råd søgte A.P. Bernstorff ved akademiske studier i Leipzig, Göttingen og Genf og ved længere udenlandsrejser i Italien, Frankrig, England og Holland at forberede sig til statsmandsgerningen. Det var med stor kærlighed, han siden stedse fra denne tid mindedes digteren Christian Fürchtegott Gellert i Leipzig; han var så heldig i Göttingen at høre en kapacitet som Gottfried Achenwall, statistikkens grundlægger, i Genf at leve sammen med Jacques Necker, i Italien at gøre bekendtskab med hertugen af Choiseul og forfatteren til Anacharsis, Jean-Francois Barthélemy.
Af hvad han så på sine rejser, var der dog kun lidt, der fængslede ham i den grad som synet af det for hin tid fortrinlige landbrug, visse dele af England dengang udmærkede sig ved. Erindringen derom skulle få stor virkning på en vigtig side af hans senere livsgerning.
Da han i disse ungdomsår en gang opholdt sig nogen tid på sin fødeegn Hannover, søgte den ledende minister her, Gerlach Adolph von Münchhausen, at overtale ham til at gå i hannoveransk tjeneste; men onklens eksempel og ønsket om at optræde på en noget større skueplads bragte ham til at foretrække dansk statstjeneste. Allerede 1755 var han på en måde blevet indviet til denne ved at blive udnævnt til dansk kammerjunker. En anselig løbebane i Danmark ventede den unge mand, så snart han havde endt sine "Lehr-" og "Wanderjahre".

## Første periode i dansk tjeneste 1759-1770

### Administrativ karriere
Han fik 1759, da han kun var 24 år gammel, sæde i tyske Kancelli, altså under onklens umiddelbare tilsyn; men ved siden deraf blev han 1760 deputeret i det vestindisk-guineiske Rente- og Generaltoldkammer, og kort efter trådte han som deputeret ind i General- Landøkonomi- og Kommercekollegiet; han forenede dermed 1766 at blive deputeret i Rentekammeret. Som en følge af en omdannelse af kollegierne snart efter Christian 7.’s tronbestigelse blev han (1768) første deputeret i Generaltoldkammeret og anden deputeret i Kommercekollegiet. Tillige havde han (1767) fået sæde i Overskattedirektionen, der nærmest var det øverste kollegium på det finansielle område. Det er en selvfølge, at han imidlertid havde fået Dannebrogsordenen (1766), ligesom han 1765 var blevet ridder af Ordenen de l'Union Parfaite; nogle år senere (1769) fik han gehejmerådstitel. Greve var han bleven 1767, da hans farbroder blev belønnet med at få greveværdigheden, ikke blot for sig selv, men også for sin broder, A.P. Bernstorffs fader, og det hele friherrelige bernstorffske hus.

### Personkarakteristik
Elie Salomon François Reverdil har fra denne del af hans liv givet en karakteristik af ham som både meget kundskabsrig, ubøjelig retskaffen og meget husholderisk i sine egne forhold. Han anbefalede ham af den grund, skønt forgæves, til at blive overhofmarskal hos kongen efter Adam Gottlob Moltkes afskedigelse fra denne stilling. Men han tilføjer, at A.P. Bernstorff kun lidt havde evne til at vinde folk, fordi han var i højeste grad påståelig og egensindig. "Med en Oldgransker", siger han, "tvistedes han om Mønter, med en Staldmester om Heste, med en rejsende om, hvad der foregik i dennes Fædreland, og han var, kort sagt, stedse vis i sin Sag, som om det, hvorom Talen var, var det, han havde sat sig bedst ind i." Reverdil plejer ikke at lægge fingrene imellem ved sin kritik af andre personligheder; men det er rimeligt, at der virkelig har været en ikke ringe egensindighed hos Bernstorff i hans yngre dage.
Hans lovprisende biograf Christian Ulrich Detlev von Eggers fremhæver det som et træk hos ham, mens han var barn, og det hedder i en meget rosende karakteristik, som en fremmed diplomat nogle år senere har givet af ham, at han havde den fejl vanskelig at kunne lade sig overbevise. Dertil kom en vis svaghed for at høre sig selv tale. Men med stivheden i hans karakter hang også pålidelighed og trofasthed sammen.

## Anden periode i dansk tjeneste 1772-1780

### Politiske og økonomiske idéer
Så nøje som han var knyttet til farbroderen, var det naturligt, at han delte dennes unåde, da Johann Friedrich Struensee kom til magten. Han forlod (1770) statstjenesten og tillige København. Da Reverdil nogen tid senere traf ham i Hamburg, udtalte han, at det var hans faste agt ikke mere at overtage noget embede; men da han efter Struensees fald i anledning af en privat sag kom til København, lod han sig dog overtale til atter at tage plads i regeringskollegierne. Han blev i slutningen af 1772 første deputeret i Finanskollegiet, Økonomi- og Kommercekollegiet samt Bjergværksdirektoriet. Det havde hidtil været på det økonomiske og finansielle område, han havde virket. Man har ikke indtryk af, at hans gerning her betegner noget fremskridt. Hvor stor interesse han end havde for agerbruget, synes det ikke, som han er bleven påvirket af de fysiokratiske grundsætninger, der dengang begyndte at slå igennem. I det mindste blev han stående ved det gammeldags, stive beskyttelsessystem, og han var ikke kommen ud over den tro, at det var muligt ved alskens kunstige midler at opelske en kraftig industri. Kun peger det i en noget friere retning, at han var en modstander af monopoler.
Derimod blev det en god og tidssvarende virkning af, hvad han havde set i England, at han ivrig tilrådede onklen at gennemføre de forandringer i fæstebøndernes stilling på godset Bernstorff, der danner et af de første vigtige skridt til forberedelse af de store landboreformer.
Da A.P. Bernstorff blev kaldt tilbage til den dansk-norske statstjeneste, skrev en begejstret tilhænger af ham, Johan Andreas Cramer, til Peter Frederik Suhm: "Hvor har jeg dog takket Gud, og hvilken Glæde har jeg ikke følt over, at den unge B. er bleven kaldet tilbage! Der faar I en Mand med de største Talenter, den mest uegennyttige Redelighed og med en Kraft i Karakteren, i hvilken Visdom parrer sig med Mod."

### Udenrigsminister
Denne spådom skulle i væsentlige henseender gå i opfyldelse, efter at A.P. Bernstorff i april 1773 var bleven flyttet over i den stilling, hvortil han særlig var skikket, da han nemlig blev stillet i spidsen for den udenrigske styrelse og med det samme fik sæde i Gehejmestatsrådet. Han voksede i denne nye stilling efterhånden op til at blive en af de ypperste statsmænd i Danmarks tjeneste. 29. februar 1776 blev han ridder af Elefanten.
Kort tid før han trådte ind i regeringen, var udenrigsministeren Adolph Sigfried von der Osten blevet afskediget, fordi han ikke var nogen grata persona i Sankt Petersborg. Øjeblikket var vigtigt. Endelig syntes det, at man ville kunne nå det længe eftertragtede mål at få det holstenske mageskifte bragt i orden; men man frygtede for, at Ostens personlighed skulle stå i vejen. Denne blev derfor fjernet, og efter at Joachim Otto Schack-Rathlou midlertidig nogle uger havde ledet sagerne, lagdes de i Bernstorffs hænder.

### Alliance med Rusland
Han kom da til at indvie sin virksomhed som udenrigsminister ved at bringe underhandlingerne med Rusland og zar Paul 1. af Rusland til afslutning. Resultatet af dem blev mageskiftetraktaten af 1. juni] 1773, hvorved storfyrst Paul som fuldmyndig i egenskab af holsten-gottorpsk hertug i alt væsentligt stadfæstede den foreløbige traktat af 1767 som J.H.E. Bernstorff havde været med til at forhandle. Men hertil føjede Rusland en dobbelt [alliancetraktat, Traktaten i Zarskoje Selo, med Danmark-Norge af 12. august 1773. Dels blev der sluttet en defensiv alliance, som fastsatte de to staters gensidige forpligtelser i tilfælde af, at en af dem blev angrebet. Dels fastsatte en anden traktat, hvorledes begge stater skulle holde sig rede til, når det rette øjeblik kom, f.eks. når der blev sluttet fred mellem Rusland og det Osmanniske Rige, da at kunne få den ved revolutionen af 19. august 1772 i Sverige dannede enevældige statsforfatning kuldkastet og dermed den ældre forfatning af 1720 tilbageført og derved genindføre konstitutionelt monarki i dette land.

### Gustav 3. og kravet på Holsten
Der kan hverken gives A.P. Bernstorff nogen ære eller tillægges ham noget ansvar for disse traktater. Forhandlingen var allerede, inden han blev minister, ført så vidt, at der kun kunne være tale om at gå ind på dem. Det var J.H.E. Bernstorffs politik, der nu omsider havde båret sin frugt. Men at denne politik havde været den rette, derom nærede A.P. Bernstorff ingen tvivl. Den havde, som nedenfor vil blive påvist med hensyn til J.H.E. Bernstorff, foruden at sigte til at ende de dansk-gottorpske forviklinger tillige haft til formål at give Danmark-Norge sikkerhed imod den formentlige fare, der truede fra det gottorpske kongehus i Sverige, hvis dette med en stærk kongemagt i hænderne kom til at føle sig som herre over statens stridskræfter uden at behøve de svenske stænders samtykke til at bruge dem.
For at nå begge disse øjemed havde regeringen i København siden 1765 stærkt nærmet sig til Rusland. Således som stillingen var blevet, efter at Gustav 3. af Sverige 19. august 1772 havde omdannet den svenske statsforfatning til gavn for sin egen magt, indeholdt den for så vidt en særlig fare for Danmark-Norge, som han ikke blot var en begavet konge, men også af hjertet hadede det danske kongehus og det danske folk. Forbitrelse over den iver, regeringen i København havde vist for sammen med Rusland og England at hindre udviklingen af en stærk kongemagt i Sverige, skærpede hans nedarvede gottorpske had imod naboriget og forøgede hans lyst til at skille Norge fra Danmark og lægge det under sin egen krone.
Hans uvilje blev endnu mere næret ved den fordel, Danmark-Norge vandt ved mageskiftet, så meget mere som han holdt sin families rettigheder for brøstholdne derved, at dette havde ført til, at storfyrst Paul overlod Oldenburg og Delmenhorst til en yngre linje. En russisk statsmand udtalte nogle år senere, at den på mageskiftetraktaten så hurtig følgende alliancetraktat havde været betingelsen for, at Rusland havde villet indlade sig på hin traktat. Ingen kan heller være i tvivl om, at Katharina 2. af Rusland mente ved denne alliance at kunne holde Danmark-Norge fast knyttet til sig og derved på en måde i sit ledebånd. Men den føltes dog i det mindste straks fra dansk side som en støtte for staten imod den så stærkt mistænkte nabo på Sveriges trone.

### Forholdet til Sverige
Særlig A.P. Bernstorff mente under disse forhold at kunne se med ro på forholdet til Sverige. Inden han blev minister, havde der været en febrilsk uro over regeringen. Det var næsten kommet til det punkt, at det vakte mistanke, så snart en svensker rejste i Norge, når Gustav 3. talte med en nordmand, når der i en eller anden fæstning blev sat en lavet under en kanon eller et forfaldent stykke mur blev repareret, eller når der blev samlet et par regimenter til øvelser. Bernstorff derimod fandt, at "den evindelige Ængstelse" var et unyttigt selvplageri, han holdt staten for at være Sverige voksen, og oven i købet gjorde forbundet med Rusland, "at vi kunne sætte os ud over en Frygt, som blot Svaghed hos os selv kunde undskylde".
Imidlertid ville en krig fra Gustavs side altid volde plage og alvorlige pengetab, og imod sådant mente Bernstorff, at man kun kunne være sikker, "naar Gustav ikke kunde føre Krig, ikke give nye Love, ikke paalægge nye Afgifter uden Medvirken fra de samlede Stænders Side. Dette var vistnok fastsat, men intet værnede om Forfatningen, naar Landet ingen Sikkerhed havde for, at Stænderne blev sammenkaldte." Ellers kunne loven omgås; man måtte derfor søge at bringe det dertil, at Gustav 3. blev forpligtet til at sammenkalde stænderne hvert 3. år. Videre forandringer i den svenske forfatning holdt Bernstorff for overflødige. For at opnå dette mente han, at Rusland og Danmark havde ret til at slutte sig sammen med oppositionen i Sverige imod kongen, og han søgte endog at drive Katharina 2. frem i den retning. Men hvor ivrig kejserinden end havde været for at fastslå aftaler 1773 med Danmark-Norge, der var truende for Gustav 3., gjorde hun ikke senere alvor deraf. De russiske ministre hørte kun "med den yderste Lede" tale om de svenske forhold. Årene gik rolig hen.

### Forholdet til Frankrig og England
I det Bernstorff endnu på denne tid gik ud fra, at Sverige var Danmark-Norges "altid virksomme og uforsonlige Fjende", ja "dets eneste naturlige Fjende, saa længe Grænselandene til Holsten ejedes af svagere Magter", kom han til også at opfatte Frankrig, der stedse i denne tid stod Sverige nær og betalte det subsidier, som en "fjendtlig Magt", mens Frankrigs bitre modstander England ikke mindre end Rusland måtte gælde for at være statens "naturlige Ven". Den store og fordelagtige handelsforbindelse, hvori man stod med England, forøgede hans interesse for denne stat. Dette var en hovedgrund til, at han under den nordamerikanske frihedskrig, især da Frankrig optrådte på amerikanernes side, holdt det for at være en ulykke, såfremt England bukkede under.
Vistnok havde de stridspunkter, som gentagne gange under de store søkrige var kommet op imellem Danmark-Norge og England, også under denne krig fremkaldt alvorlig uenighed imellem regeringerne i London og i København. Der klagedes særlig med bitterhed fra dansk-norsk side over, at englænderne fortolkede begrebet kontrabande på en traktatstridig måde og derved lagde utålelige hindringer i vejen for de danskes og nordmændenes handel på de lande, der var Englands fjender. Men Bernstorff håbede at kunne løse denne konflikt uden noget brud. Da Rusland stod i et venskabeligt forhold til England, og dets holdning under den store krig kunne tænkes at ville få stor vigtighed, foreslog han denne stat et neutralitetsforbund (28. september 1778), hvorefter begge riger skulde værne om deres skibsfart ved fælles rustninger og i forening søge at få England til at gå ind på visse billige grundsætninger med hensyn til de neutrale staters skibsfart. Men dette afslog kejserinden; hun ville ikke indlade sig på andet end nogle forholdsregler for at værne om handelen på Nordrusland, og disse havde ingen interesse for Danmark-Norge.

### Neutralitetsforbundsforhandlinger
Samtidig afslog Bernstorff at ville slutte sig til et forslag fra Sveriges side om et væbnet neutralitetsforbund, et forslag, som Gustav 3. også sendte til Rusland. Den kendsgerning, at Sverige stod i nøje venskabsforhold til Frankrig, var tilstrækkelig til at skræmme Bernstorff fra at gå ind på dets forslag. Han måtte holde det for utvivlsomt, at England ville tillægge det en imod det fjendtlig retning, og et brud med England, mente han, var en ulykke for den dansk-norske Stat.
Den sympati for England, som denne opfattelse under de daværende forhold naturlig førte med sig, måtte styrkes end mere, da Spanien 1779 forenede sig med dets fjender. I tillid til denne stemning henvendte den engelske regering sig endog i vinteren 1779-80 til Danmark-Norge med opfordring til, at det sammen med den selv og Rusland skulle danne en tripelalliance med det formål at bringe de bourbonske magter til at gå ind på billige fredsvilkår. Mens her i København arveprins Frederik, dvs. Ove Høegh-Guldberg, holdt dette for at være alt for voveligt, mente Bernstorff, at det var pligt for "enhver ægte dansk" at virke for Englands opretholdelse. Men hans politik sejrede ikke. Den blev umulig derved, at Rusland afslog at indlade sig på en sådan alliance.
Ja, denne stat fjernede sig endog stærkt fra Englands interesser; ministeren Nikita Ivanovitsj Panin fik kejserinden til at forkynde verden, at hun ville stifte et væbnet forbund med det formål at sikre den neutrale skibsfart i krigstider (10. marts). Dette forbund skulle omfatte alle neutrale magter, og hun opfordrede straks regeringerne i København og Stockholm til at tiltræde det. De folkeretlige sætninger, som forbundet skulle gennemføre, var nøjagtig de samme, som Bernstorff havde opstillet i det forslag, han i september 1778 havde gjort til et dansk-russisk forbund, således sætningen, at frit skib gør fri ladning, at blokade bør være effektiv for at have gyldighed, osv. Men ingen kunne tage fejl af, at således som neutralitetsforbundet nu trådte frem i russisk form, ville det ved den almindelige karakter, det havde, få en imod England rettet spids. Det var netop denne stat, der bestred sætningen: "frit Skib gjør fri Ladning", og forbundet var bestemt til at omfatte dels en stat som Sverige, der var fransksindet, dels Holland, som England på grund af handelstrid aldrig ville indrømme at drive sin handel, beskyttet af andre magter.

### Fald i unåde
Men, hvor lidt tilfreds Bernstorff end var med at se forbundet komme frem i en sådan skikkelse, var det umuligt at afslå at tiltræde det. Dette skete 9. juli 1780. Da han imidlertid nærede tvivl om, at forbundet ville få stor praktisk betydning, og det forekom ham vigtigt at komme til enighed med England om et af de vigtigste stridspunkter, spørgsmålet om, hvad der skulle forstås ved krigskontrabande, havde han 4. juli, altså inden Danmark-Norge tiltrådte forbundet, afgjort denne sag ved en særtraktat med England. Dette vakte stærk vrede i Sankt Petersborg, hvor det—uden tilstrækkelig grund—blev opfattet som vidnesbyrd om, at han ikke loyalt ville gennemføre forpligtelserne over for forbundets andre medlemmer. Da budskabet derom kom til København, blev arveprinsen og Guldberg så bange for de virkninger, Ruslands vrede kunne få, at Bernstorff måtte gå af som minister (13. november 1780).

Det var ikke alene den udenrigske styrelse, han derved opgav; men han havde efter mageskiftets gennemførelse tillige stået i spidsen for det tyske Kancelli. Skønt Bernstorff var faldet, fordi han havde villet følge en selvstændig politik over for Rusland, greb arveprinsen og Guldberg sikkert ikke ugerne lejligheden til at få ham fjernet. Han havde i vigtige spørgsmål været uenig med Guldberg. Som født tysker holdt han ikke af "Indfødsrettens" indførelse, og hans opfattelse af landboforholdene var ganske forskellig fra Guldbergs. Endnu mindre fandt han behag i den stigende tilbøjelighed hos enkedronningen og arveprinsen til at regere ved kabinetsordrer. På den anden side mente Guldberg, at Bernstorff tog for meget hensyn til England, for lidt til Rusland. Han og arveprinsen havde endog bag Bernstorffs ryg givet statsafsendingen i Sankt Petersborg ordrer, der gik i en anden retning end de, Bernstorff sendte. Guldberg nærede en sådan uvilje imod ham, at han højst uretfærdig har sigtet ham for underfundighed.
Efter sin afgang fra ministeriet trak Bernstorff sig tilbage til sine godser i Holsten og Mecklenburg (Borstel og Dreilützau); men der gik ikke lang tid hen, førend den unge kronprins og hans venner, misfornøjede med enkedronningen og Guldberg, hemmelig bad ham om råd med hensyn til en regeringsforandring, hvorved der kunne gøres ende på den daværende styrelse. Da Regeringsforandringen 14. april 1784 endelig fandt sted, kom Bernstorff selvfølgelig straks tilbage i sine gamle embeder, og han blev nu i dem indtil sin død.

## Tredje periode i dansk tjeneste 1784-1797

### Karakteristik af periodens regering
Det er hans virksomhed i dette tidsrum, der især har givet ham det smukke navn i vor historie. Han var afgjort den mand, der havde mest at sige, da kronprinsen nøje sluttede sig til ham.
Skønt det var Christian Ditlev Reventlow og Christian Colbjørnsen i forening med kronprinsen selv, der havde hovedfortjenesten af at gennemføre de store landboreformer, havde det stor betydning for denne sags fremme, at Bernstorff i gehejmestatsrådet var en varm talsmand for dem over for den modstand, der her rejstes imod dem, og han viste for Slesvigs og Holstens vedkommende den samme iver ved at arbejde på livegenskabets ophævelse, således at denne var at anse for en afgjort sag allerede inden hans død (1797). Landboreformerne var kun én side, om end den vigtigste, af styrelsen i disse enevældens 13 smukkeste år, under hvilke regeringen med fast hånd holdt middelvejen imellem Struensees udskejende reformiver og Guldbergs stive konservatisme.
Bernstorff som regeringens betydeligste mand har virket overordentlig til at påtrykke den dette præg og til at skabe det tætte bånd, der i denne tid bandt folket til regeringen.
I anledning af den iver, med hvilken folk efter Christiansborgs brand 1794 skød sammen til en ny slotsbygning og samtidig til flåderustninger, skrev Bernstorff til en ven: "Jeg er i Sandhed stolt af at tilhøre et Folk, der viser saa megen Sjæl og Energi, at enhver baade maa lykønske sig selv og sin Nabo dertil..., og hvad der frem for alt rører mig, er, at jeg ser, hvor meget Tanken om at opretholde Danmarks Uafhængighed har Del deri." Sådanne ord er et slående vidnesbyrd om, med hvilken kærlighed han, den fødte tysker, sluttede sig til sit nye fædreland og dets folk. Svaret derpå var en folkeyndest, så stor, at den bragte en svensk diplomat til at udtale om ham: "Det er lykkedes ham i den Grad ligesom at naturalisere sig i Landet, at hvis man skal dømme efter den Tone, der hersker iblandt Kjøbenhavns Borgere og hos Embedsklassen, vilde han ikke kunne fjærnes uden Fare."

### Tilhænger af trykkefrihed
Man vil kunne påvise træk, der vidner om, at Bernstorff, som kunne meget godt dansk, havde sans for dansk åndsliv og videnskabelighed, og dette blev også anerkendt, f.eks. i det han i en række år var præsident i Videnskabernes Selskab (valgt 14. november 1788); men hans dannelse var tysk-fransk, ikke dansk, og han, Stolbergernes svoger, levede overvejende i en tysk selskabskreds her i København. Det bånd, der knyttede ham så nøje til folket i Danmark, var tilliden til ham som statsmand og kærligheden til ham som den ædle, humane karakter.
I det der dannede sig et gensidigt tillidsforhold imellem ham og folket, følte han sig oplagt til at gå ind på de tanker om den offentlige menings betydning, som friere ånder i det 18. århundrede havde været talsmænd for. Han påstod endog engang i Statsrådet, at nationens vilje måtte være lov for kongen, og han viste denne sin synsmåde i gerningen ved med styrke at opretholde trykkefriheden. Reskriptet af 3. december 1790 gav, således som regeringen fortolkede det, al ønskelig frihed i så henseende. "I er vistnok", ytrede han en dag til en svensk diplomat, "forbavset over, hvad der bliver trykt her. Det er min Grundsætning ikke at bryde mig derom, thi sligt falder til Jorden af sig selv, naar man ikke giver sig af dermed, og Forfølgelsen vilde kun endnu mere ophidse Sindene."
Samtidig med at den dansk-norske stat gennemgik en vigtig reformperiode, var forholdene udad til for det meste meget alvorlige. Bernstorff havde anet rigtig ved at forudse uheldige virkninger af den form, Rusland gav det væbnede neutralitetsforbund. Det havde fremkaldt et brud imellem denne stat og England, og dermed havde forholdene i Nordeuropa undergået en forandring, som ifølge Danmark-Norges beliggenhed kunne blive følelig for denne stat. Dette skulde snart vise sig i virkeligheden.

### Krig mod Sverige
Da nemlig Katharina 2.’s politik 1787 bragte hende i krig med osmannerne, besluttede Gustav 3., netop for en del i tillid til det spændte forhold, hvori Rusland stod til England så vel som til Preussen, at angribe Katharina. Forinden overraskede han regeringen i København ved uventet at komme her til 29. oktober 1787. Han ville formå Danmark-Norge til at slutte sig sammen med ham imod Rusland eller til i det mindste at love at forblive neutralt under en krig imellem ham og denne stat. Det var et dristigt forsøg. 4 år tidligere havde han vitterlig arbejdet på pludselig at overfalde Danmark-Norge, og han var kun blevet afholdt derfra ved kejserindens trusler om ikke at ville tåle det. Efter et sådant vidnesbyrd om hans sindelag ville det have været vanvid at bryde med Rusland for hans skyld, og foruden at hans forslag blev afslået, udtalte Bernstorff under samtaler med ham, at hvis han angreb Rusland, var Danmark på grund af sin traktat med denne stat (af 1773) nødt til at optræde imod ham.
Da han desuagtet begyndte krigen mod kejserinden, og hun krævede hjælp af regeringen i København, mente denne ikke at kunne svigte sin traktatmæssige pligt. Men den gik kun nødig til kampen. Så lidt Bernstorff ønskede Gustav 3. sejr på russernes bekostning, så lidt holdt han det på den anden side for at stemme med Danmark-Norges tarv, at Rusland mulig kom til at gøre erobringer fra Sverige. Om selv at vinde land fra denne stat havde Bernstorff ikke den ringeste tanke. Han satte derfor igennem, at hjælpen blev ydet så lille, som det efter en måske tvivlsom fortolkning af traktaten af 1773 gik an. Da så efter Ruslands ønske hjælpen blev givet derved, at 12000 mand under landgrev Carl af Hessens anførsel trængte fra den norske grænse ned mod Gøteborg, var han ængstelig for, at denne fyrste og tillige kronprinsen skulle bringe staten i en vanskelig stilling ved alt for stor krigsiver.
Denne vanskelige stilling var allerede givet ved Englands og Preussens tydelige uvilje over Danmark-Norges deltagelse i krigen, og den fandt særlig sit udtryk ved den iver, hvormed den engelske statsafsending i København, Hugh Elliot, kastede sig ind i striden. Hans trusler, der støttedes af Preussen, nødte regeringen i København til at trække sig ud af krigen (1789). Naturligvis ville den russiske regering nødig erkende, at dens forbundsfælle havde ret til at vige for sådanne trusler, og Bernstorff blev denne gang om muligt endnu mere ilde omtalt i Sankt Petersborg, end han havde været det i 1780.

### Den franske revolution
Men snart kom der endnu mere truende tider. Hvorledes ville man stille sig over for Frankrig, det blev det store spørgsmål, der fra året 1791 med stadig stærkere alvor påtrængte sig de ledende statsmænd i Europa. For Bernstorff var der i så henseende ingen tvivl. Han havde visselig ingen sympati for de franske revolutionsmænd; men han bestred af princip de andre staters ret til at blande sig i Frankrigs indre forhold, og han holdt dem for så meget mere uberettigede dertil, som han mistænkte dem for at forbinde egennyttige planer dermed. Han saa Østrigs, Preussens og Ruslands politik i lys af deres færd i Polen under dette riges ulykkelige opløsning 1793 og 1795. For Danmark-Norge ventede han ingen anden frugt end den at blive spillebold for de store magters politik; dets tarv krævede klart og tydelig, at det blev holdt uden for krigen.
Den kurs holdt han med urokkelig fasthed både over for indtrængende forestillinger fra de tre østmagters side 1792 og over for lignende endnu stærkere opfordringer 1793 både fra Preussens, Ruslands og Englands side. End ikke afsendelsen af en russisk flåde på 23 linjeskibe til de danske farvande skræmmede ham, han gennemskuede klart Katharina 2., at hun ikke ville drive sagen på spidsen. Den sejrrige gendrivelse, hvorved han påviste det uretfærdige i fordringen til Danmark-Norge, gav ham et fortjent ry rundt omkring i Europa.

### Neutralitetsforbund med Sverige
Samtidig dermed trådte hans politik over for Sverige ind i et nyt stadium. Gustav 3., der havde bevaret sit had imod ham og den dansk-norske regering, var blevet skudt 1792 og derved død bort fra sine eventyrlige planer om at føre an i et royalistisk korstog imod Frankrig. Hertug Carl af Södermanland, der efter hans død overtog regentskabet for sin umyndige brodersøn, Gustav 4., ønskede efter tilskyndelse af sin altformående rådgiver Gustaf Adolf Reuterholm, i modsætning til den afdøde konge, blot at holde Sverige uden for krigen.
Der var således givet et grundlag for overenskomst imellem regeringerne i Stockholm og København, og hvor meget der end var levnet af gammel gensidig uvilje, hvor tilbøjelige hertug Carl og Reuterholm end var til at se skævt til Bernstorff, denne "Sansculotminister", der i mistænkelig grad var befængt med frisindede meninger, kom det dog 27. marts 1794 til et væbnet neutralitetsforbund imellem de to skandinaviske stater. De enedes om i fællesskab at holde eskadrer i søen for i påkommende tilfælde at kunne udøve repressalier imod den af de krigsførende stater, der på traktatstridig måde forulempede deres undersåtters skibsfart. Uheldigvis skortede det ikke på uenigheder. Bernstorff var ifølge sin hele natur en forsigtig statsmand og søgte at styre imellem skærene, således at han så vidt muligt undgik store konflikter. Han mente, at man så meget, det lod sig gøre, skulle opsætte at gribe til repressalier imod englænderne, der under denne krig ligesom under tidligere søkrige var vanskeligst at have at gøre med. Det svenske regentskab, der hældede stærkt over imod Frankrig, havde langt mere lyst til at byde England spidsen.
Men trods alt dette gjorde forbundet god nytte ved gentagne gange at bringe England til at holde inde med sine overgreb, og det var den aldeles fremherskende folkemening i den dansk-norske stat, at Bernstorffs politik var den rette, og at man skyldte ham taknemmelighed, ikke blot fordi han holdt staten uden for krigen, men også for det opsving, den udenrigske handel tog i disse år. En del mænd i København gav denne mening udtryk ved at lade slå en medalje, der foruden hans portræt havde ipræget en kompasnål med underskrift: "Uden Misvisning". De rivninger, Bernstorff havde med den svenske regering, hindrede ham heller ikke fra nu at se, at der burde arbejdes hen imod "en oprigtig og fuldstændig Harmoni" imellem de nordiske stater. Fortidens politik over for Sverige burde kastes helt over bord. "Vi vilde", skriver han 1795 i en instruks for sin søn som statsafsending i Stockholm, "ikke have den ringeste Grund mere til enten at støtte Frankrig eller Rusland i Sverige, enhver fremmed Indflydelse skader den Venskabets og Fornuftens Indflydelse, der er den eneste, vi attraa at have .... Nu for Tiden har man mere og mere erkjendt det rigtige og hellige ved den Grundsætning, at ingen Magt har Ret til at blande sig i et andet Lands indre Forhold ... Vort Ønske er, at Sverige maa blive lykkeligt, og det kan det ikke være, naar det er sønderrevet af Partier og uforsonlige Fjendskaber."

### Bernstorffs død
Det er et velgørende indtryk, man ved at overse Bernstorffs løbebane har af en personlighed, der stedse vokser sig større, og hos hvem med årene mildhed og humanitet i stigende grad træder frem ved siden af en kraftfuld personlighed. Ikke mindre beundringsværdige var hans arbejdskraft og den omhu, med hvilken han røgtede sin statsmandsgerning. trods de plager, podagraen år for år hjemsøgte ham med i den senere del af hans liv, holdt han med sjælsstyrke og kristelig resignation ud, indtil sygdommen få uger før hans død omtågede hans forstand. Han døde 21. juni 1797, ikke fuldt 62 år gammel. Der var landesorg ved hans død, og det med grund; han var i lige grad genstand for folkets kærlighed og beundring.

## Familieforhold
Bernstorff var 2 gange gift, begge gange med søstre af de fra Tysklands litteraturhistorie bekendte brødre greverne Christian Stolberg og Friedrich Leopold Stolberg. Hans første hustru, Henriette Frederikke Stolberg (født 1747 død 1782), fødte ham 6 sønner og 3 døtre; året efter hendes død ægtede han søsteren Augusta Louise, som fødte ham en søn, der døde som barn.
Han er begravet i Dreilützow Kirche.
Mindesten ved Mallehøje Østergård. Malerier på Frederiksborgmuseet af Jens Juel ca. 1770 og senere. Miniature af Cornelius Høyer sammesteds, rødkridtstegninger (1781) af Paul Ipsen sammesteds. Marmorbuste af Nicolai Dajon sammesteds, buster af Bertel Thorvaldsen sammesteds, på Thorvaldsens Museum og i Rigsarkivet. Buste på Bernstorff Slot. Stik af Johann Friderich Clemens efter Juels maleri og af Gerhard Ludvig Lahde 1797. Silhouet stukket af Lahde 1793. Medaljer af Daniel Adzer 1793 (stukket af Andreas Flint), Salomon Ahron Jacobson 1795 og Gottfried Loos 1796 og 97.
- Statue i Bernstorff Slotshave udført i 1904 af Andreas Paulsen
- Relief på Thorvaldsens Museum